# Souk El Had (Relizane)
Souk El Had è un comune dell'Algeria, situato nella provincia di Relizane.